# Hialmar Rendahl
Carl Hialmar Rendahl (* 26. Dezember 1891 in Jönköping; † 2. Mai 1969 in Stockholm, Schweden) war ein schwedischer Zoologe und Künstler. Innerhalb der Zoologie lag seine Hauptinteressen in der Ichthyologie (insbesondere Schmerlen (Cobitidae) und Plattschmerlen (Balitoridae)) sowie der Herpetologie. Außerdem entwickelte er 1913 das Konzept einer Vogelberingung in Schweden, wobei die Vögel mit der Rücksendeadresse „Return Riksmuseum Stockholm“ versehen wurden.

## Leben
Rendahl machte 1910 in Jönköping sein Abitur (Allgemeine Hochschulreife). Im gleichen Jahr begann er ein Studium an der Universität Stockholm. 1916 schloss er das Studium mit dem Bachelor (schwedisch: Filosofie kandidat) in Zoologie, Botanik und Geographie ab. 1924 wurde er Ph.D. und Dozent für Zoologie. Im Jahr 1933 folgte der Aufstieg zum Leiter der Abteilung Wirbeltiere (Vertebrata) im Naturhistoriska riksmuseet und zum Professor. Diese Stellung hatte er bis 1957 inne.
Schon während seines Studiums arbeitete er als freier Journalist. Er verfasste zahlreiche wissenschaftliche Artikel, übersetzte Bücher für den Verlag Nordiska förlaget und veröffentlichte seine Zeichnungen. Seit 1912 arbeitete er für das Naturhistoriska riksmuseet und startete 1913 das Programm der Vogelberingung. Erst 1914 wurde er Festangestellter des Museums. Bereits 1913 schrieb er erste zoologische Aufsätze und Abhandlungen über Vögel, Reptilien, Frösche, Fische und Säugetiere. Für den Världslitteraturens förlag edierte er Brehms Thierleben (schwedisch: Brehms Djurens liv). Im Verlag Åhlén & Söners erschienen zwei Bücher aus der Reihe Vi och vår värld (deutsch: Wir und unsere Welt). Der Tidens förlag verlegte schließlich ein sechsbändiges Werk Rendahls mit dem Titel Fågelboken (deutsch: Vogel-Buch) mit rund 60.000 Artikeln.
Im Januar 1958 wurde Rendahl emeritiert und ging in den Ruhestand. Noch bis zwei Wochen vor seinem Tod untersuchte er das Migrationsverhalten von Vögeln in Schweden.
Sein künstlerisches Interesse verfolgte er seit seiner Jugend. So malte er Karikaturen für die Studentenzeitung „Phi-Ex“. Er arbeitete mit Tempera, Gouache, Aquarell, Ölfarben, Wachsmalstiften und Linolschnitt. Im Laufe der Jahre entwickelte er ein starkes Interesse für abstrakte Kunst, die seine Vorstellungen von Farbe und Form stark prägten.
Rendahl trat 1942 der nationalsozialistischen und antisemitischen Reichsvereinigung Schweden-Deutschland bei und blieb dort bis zu ihrer Auflösung im Folgejahr Mitglied.

## Taxa

### Vögel
Rendahl hat zusammen mit seinem Kollegen Einar Lönnberg folgende Unterarten beschrieben:
- Rotbrustwachtel (Odontophorus speciosus soderstromii (Lonnberg & Rendahl, 1922))[6]
- Pazifikschopfohr (Pseudocolaptes lawrencii johnsoni (Lönnberg & Rendahl, 1922))[7]
- Bergtinamu (Nothocercus bonapartei plumbeiceps (Lönnberg & Rendahl, 1922))[8]
- Purpurkopfkolibri (Oreotrochilus chimborazo soderstromi (Lönnberg & Rendahl, 1922))[9]

Hinzu kommen die derzeit als ungültige Synonyme angesehenen Namen Heliothrix auritus major (Lönnberg & Rendahl, 1922) (in Wirklichkeit Grünstirn-Schmuckkolibri, Heliothryx auritus auritus (Gmelin 1788)), Momotus lessoni gualeae (Lönnberg & Rendahl, 1922) (Hochlandmotmot, Momotus aequatorialis aequatorialis (Gould, 1858)), Iridophanes pulcherrima gualeae (Lönnberg & Rendahl, 1922) (Halsbandtangare, Iridophanes pulcherrimus pulcherrimus (Sclater, PL, 1853)), Tityra nigriceps gualeae (Lönnberg & Rendahl, 1922) (Weißnackentityra, Tityra semifasciata nigriceps (Allen, 1888)), Rynchops melanura intermedia (Rendahl, 1919) (Amerikascherenschnabel, Rynchops niger cinerascens (Spix, 1825)), Pyranga rubriceps rufistigmata (Lönnberg & Rendahl, 1922) (Scharlachkopftangare, Piranga rubriceps (Gray,GR, 1844))

### Fische
Im Bereich Fische beschrieb Rendahl neben vielen Arten auch einige Gattungen.
- Anodontiglanis Rendahl, 1922 aus der Familie der Korallenwelse
- Micronemacheilus Rendahl, 1944 aus der Familie der Plattschmerlen
- Sinilabeo Rendahl, 1932 aus der Familie der Karpfenfische
- Squamicreedia Rendahl, 1921 aus der Familie der Hemerocoetidae
- Triplophysa Rendahl, 1933 aus der Familie der Plattschmerlen

### Schlangen
- Cauca-Korallenotter (Micrurus multiscutatus (Rendahl & Vestergren, 1940))
- Kolumbien-Lanzenotter (Bothrops colombianus (Rendahl & Vestergren, 1940))
- El Tambo-Nasenwühle (Epicrionops columbianus (Rendahl & Vestergren, 1938))
- Saphenophis tristriatus (Rendahl & Vestergren, 1941)
- Ringelboa (Corallus annulatus blombergi (Rendahl & Vestergren, 1940))
- Ringelboa (Corallus annulatus colombianus (Rendahl & Vestergren, 1940))

## Dedikationsnamen
Da Rendahl insbesondere unter Ichthyologen ein hohes Ansehen hatte, widmeten einige ihm den wissenschaftlichen Namen eines Fisches. Folgende Gattung und einige Arten wurden nach Rendahl benannt:

### Gattung
- Rendahlia Chabanaud, 1930

### Arten
- Acrossocheilus rendahli (Lin, 1931)
- Echiodon rendahli (Whitley, 1941)
- Limnichthys rendahli (Parrott, 1958)
- Pimelodella rendahli (Ahl, 1925)
- Porochilus rendahli (Whitley, 1928)
- Pseudobagrus rendahli (Pellegrin & Fang, 1940)
- Schistura rendahli (Bănărescu & Nalbant, 1968)
- Sinilabeo rendahli (Kimura, 1934)

Die Art Coilia rendahli (Jordan & Seale, 1926) wird normalerweise unter Coilia brachygnathus (Kreyenberg & Pappenheim, 1908) geführt.